# 란츠베르크 교도소

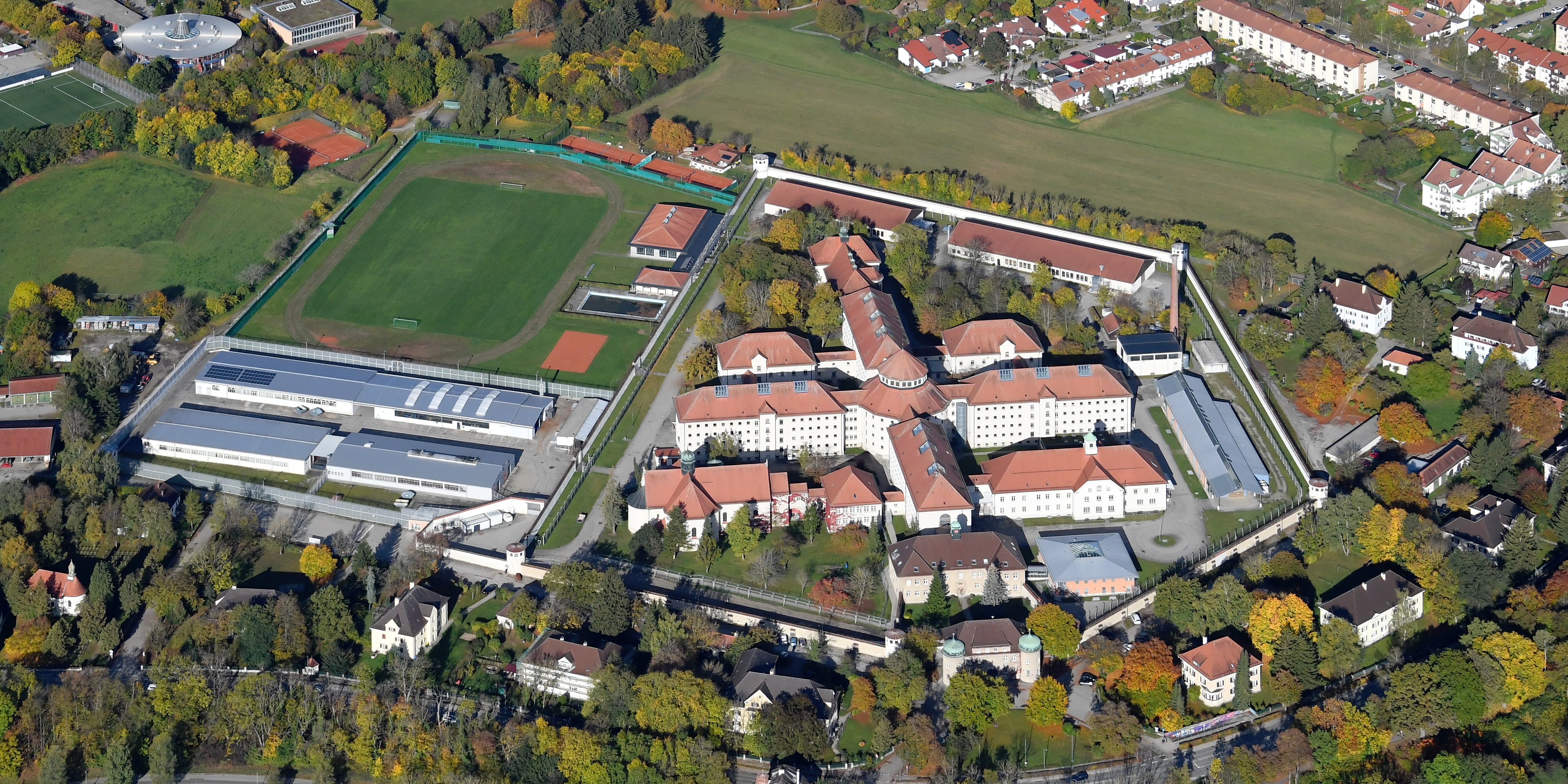
란츠베르크 교도소

란츠베르크 교도소(독일어: Justizvollzugsanstalt Landsberg)는 독일 바이에른주 남서부에 위치한 교도소이다. 1924년 뮌헨에서 뮌헨 폭동이 실패한 후 아돌프 히틀러가 수감된 감옥으로 가장 잘 알려져 있으며, 루돌프 헤스에게 자신의 회고록 나의 투쟁을 구술한 감옥이다.
이 교도소는 제2차 세계 대전 당시 나치 전범 목록을 보관하기 위해 연합국에 의해 사용되었다. 1946년 독일 주둔 미군 총사령관인 조지프 T. 맥나니 장군은 란츠베르크암레흐를 전범 교도소 1호로 개명했다. 미국은 1958년에 전쟁 범죄 시설을 폐쇄했다. 그 후 감옥의 통제는 서독에 넘어갔다.
란츠베르크 교도소는 현재 바이에른 법무부의 교도소에서 관리하고 있다.

## 같이 보기
- 의사 재판
- 슈판다우 교도소
- 스가모 구치소